# Чемпіонат світу зі снукеру серед любителів
Чемпіонат світу зі снукеру серед любителів (англ. World Amateur Snooker Championship, офіційна назваIBSF World Snooker Championship- за назвою організації любительського снукеру IBSF) - головний непрофесійний (любительський ) снукерний турнір.

## Історія

### Чемпіонат світу серед чоловіків
Чоловічий чемпіонат світу серед аматорів має менш багату історію, ніж аналогічний професійний турнір, хоча різні національні першості в цій категорії проводилися ще на початку XX століття. Перший аматорський чемпіонат пройшов в 1963 році в Калькутті (Індія), засновником і організатором турніру була Міжнародна Асоціація Англійського Більярда і Снукеру. У чемпіонаті, який грався у форматі групового турніру, взяли участь лише п'ять гравців, а переможцем став валлієць Гаррі Оуен - він виграв всі свої чотири матчі в групі. Наступний турнір був проведений через три роки вже в Карачі (Пакистан), і Оуен успішно захистив свій титул. У 1968 році формат чемпіонату трохи змінився - тепер гравці були розділені на дві групи (по 5 у кожній), а двоє найкращих виходили в півфінал. Таким чином, в турнір частково була введена система нокаут-раунду. У наступні роки число учасників змагання збільшувалася, і в 1972-м гравців стало достатньо для того, щоб утворити вже чотири групи, з яких по два найкращих проходили в наступний груповий раунд. Потім починався плей-офф.
З 1968 по 1984 роки чемпіонат світу проходив раз на два роки, з перервами на аналогічний турнір з англійського більярду, а в 1974 році чемпіонат став проводитися під егідою нової організації IBSF, яка зараз контролює весь аматорський снукер. З 1984-го турнір став щорічним, а кількість учасників продовжувало зростати. Через деякий час був введений новий формат, який залишився незмінним на довгий час - вісім груп по 11 гравців, з яких по чотири найкращих виходили в стадію плей-офф - 1 / 32 фіналу. Також з 1974 року турнір поміняв офіційну назву (World Amateur Snooker Championship) на IBSF World Championship. У 2001 і 2005 чемпіонат не проводився - у першому випадку через війну в Афганістані, у другому через землетрус в місці проведення турніру - Пакистані. Проте в 2005 році був організований аналогічний за своїм значенням IBSF World Grand Prix, що став на рік заміною чемпіонату світу.
У 2009-му формат першості помінявся вперше за довгий час - зокрема, фінал грався до 10 перемог замість 11, а кількість груп збільшилася до 16 (по 6 гравців у кожній). Чемпіоном світу став англієць Ельфі Берден, який обіграв бразильця Ігора Фігейредо з рахунком 10:8 . Цікаво, що Берден став першим представником Англії з 1998 року, що перемогли на турнірі.
Саме з аматорського чемпіонату світу часто починали свою кар'єру майбутні відомі професіонали - наприклад, Джиммі Вайт, Кен Доерті, Стівен Магвайр. Майже всі з переможців цього турніру згодом отримували статус професіонала.
З 1987 року проходить і чемпіонат світу серед гравців віком до 21 року, а з 2004 - серед ветеранів (старше 40 років). Обидва ці змагання включені в загальну програму турніру, хоча молодіжний чемпіонат проводиться зазвичай на кілька місяців раніше, ніж інша частина турніру.

### Чемпіонат світу серед жінок
У 2003-му IBSF оголосила про старт жіночого чемпіонату, який за значущістю і статусу прирівнювався до чоловічого турніру. Таким чином, з 2003 року проводиться два однакових за своїм статусом чемпіонату IBSF (проходять паралельно).
У 2007 році також з'явився чемпіонат світу IBSF серед гравців-жінок до 21 року.

## Переможці чоловічого турніру
| 1963                    | Калькутта    | Гаррі Оуен             | Френк Харріс         | —     |
| 1966                    | Карачі       | Гаррі Оуен             | Джон Спенсер         | —     |
| 1968                    | Сідней       | Девід Тейлор           | Макс Вільямс         | 8:7   |
| 1970                    | Единбург     | Джонатан Баррон        | Сід Худ              | 11:7  |
| 1972                    | Кардіфф      | Рэй Едмондс            | Менні Франсіско      | 11:10 |
| 1974                    | Дублін       | Рэй Едмондс            | Джефф Томас          | 11:9  |
| 1976                    | Йоханнесбург | Дуг Маунтджой          | Пол Міфсуд           | 11:1  |
| 1978                    | Рабат        | Кліфф Вілсон           | Джо Джонсон          | 11:5  |
| 1980                    | Лонсестон    | Джиммі Вайт            | Рон Аткінс           | 11:2  |
| 1982                    | Калгарі      | Террі Парсонс          | Джим Біер            | 11:8  |
| 1984                    | Дублін       | Омпракаш Агравал       | Террі Парсонс        | 11:7  |
| 1985                    | Блекпул      | Пол Міфсуд             | Ділвін Джон          | 11:6  |
| 1986                    | Інверкаргілл | Пол Міфсуд             | Керрі Джонс          | 11:9  |
| 1987                    | Бангалор     | Даррен Морган          | Джо Грек             | 11:4  |
| 1988                    | Сідней       | Джеймс Воттана         | Баррі Пінчес         | 11:8  |
| 1989                    | Сингапур     | Кен Доерті             | Джонатан Берч        | 11:2  |
| 1990                    | Коломбо      | Стівен О'Коннор        | Стів Лемменс         | 11:8  |
| 1991                    | Бангкок      | Ноппадон Ноппачорн     | Домінік Дейл         | 11:9  |
| 1992                    | Мальта       | Ніл Мослі              | Леонардо Андам       | 11:2  |
| 1993                    | Карачі       | Чучарт Трірітанапрадіт | Прапут Чайтанасакул  | 11:6  |
| 1994                    | Йоханнесбург | Мохаммед Юсуф          | Йохан Р. Йоханессон  | 11:9  |
| 1995                    | Бристоль     | Сакчай Сім-Нгам        | Девід Ліллі          | 11:7  |
| 1996                    | Нью-Плімут   | Стюарт Бінем           | Стен Горскі          | 11:5  |
| 1997                    | Булавайо     | Марко Фу               | Стюарт Бінем         | 11:10 |
| 1998                    | Гуанчжоу     | Люк Сіммондс           | Райан Дей            | 11:10 |
| 1999                    | Порт-Морсбі  | Іан Пріс               | Девід Ліллі          | 11:8  |
| 2000                    | Чанчунь      | Стівен Магвайр         | Люк Фішер            | 11:5  |
| Чемпіонат не проводився |              |                        |                      |       |
| 2002                    | Каїр         | Стів Міфсуд            | Тім Інгліш           | 11:6  |
| 2003                    | Цзянмень     | Панкай Адвані          | Салех Мохаммед       | 11:6  |
| 2004                    | Вельтховен   | Марк Аллен             | Стів Міфсуд          | 11:6  |
| Чемпіонат не проводився |              |                        |                      |       |
| 2006                    | Амман        | Курт Мефлін            | Деніел Ворд          | 11:8  |
| 2007                    | Корат        | Аттасіт Махітхі        | Пассакорн Суваннават | 11:7  |
| 2008                    | Вельс        | Тепчайя Ун-Нух         | Колм Гілкріст        | 11:7  |
| 2009                    | Хайдерабад   | Ельфі Берден           | Ігор Фігейредо       | 10:8  |
| 2010                    | Дамаск       | Дечават Пумчжаєнг      | Панкай Адвані        | 10:7  |

## Переможниці жіночого турніру
| 2003                    | Цзянмень   | Келлі Фішер | Венді Янс    | 5:2 |
| 2004                    | Вельтховен | Ріан Еванс  | Венді Янс    | 5:1 |
| Чемпіонат не проводився |            |             |              |     |
| 2006                    | Амман      | Венді Янс   | Жайк Іп      | 5:0 |
| 2007                    | Корат      | Ріан Еванс  | Венді Янс    | 5:0 |
| 2008                    | Вельс      | Ріан Еванс  | Венді Янс    | 5:3 |
| 2009                    | Хайдерабад | Нгон Йі     | Кеті Парасіс | 5:1 |
| 2010                    | Дамаск     | Нгон Йі     | Жайк Іп      | 5:0 |

## Чемпіони світу у віці до 21 року
| 1987                    | Гастінгс, Англія      | Джонатан Берч      | Стефан Мазроціс    | 4:1    |
| 1988                    | Бангкок, Таїланд      | Брайан Морган      | Джейсон Пеплоу     | 6:1    |
| 1989                    | Рейк'явік, Ісландія   | Кен Доерті         | Джейсон Фергюсон   | 11:5   |
| 1990                    | Брисбен, Австралія    | Пітер Ебдон        | Олівер Кінг        | 11:9   |
| 1991                    | Бангалор, Індія       | Ронни О'Салліван   | Патрік Дельсемм    | 11:4   |
| 1992                    | Бруней                | Робін Халл         | Патрік Дельсемм    | 11:7   |
| 1993                    | Рейк'явік, Ісландія   | Крист'ян Хельгасон | Індіка Додандогаде | 11:7   |
| 1994                    | Хельсінкі, Фінляндія  | Квінтен Ханн       | Девід Грей         | 11:10  |
| 1995                    | Сингапур              | Алан Бернетт       | Кван Пум Джан      | 11:6   |
| 1996                    | Йоханнесбург, ПАР     | Чань Квок Мін      | Рісто Вайрінен     | 11:6/5 |
| 1997                    | Карлоу, Ірландія      | Марко Фу           | Бйорн Ханевеер     | 11:7   |
| 1998                    | Рабат, Мальта         | Люк Сіммондс       | Роберт Мерфі       | 11:2   |
| 1999                    | Каїр, Єгипет          | Родні Гоггінс      | Рольф де Йонг      | 11:4   |
| 2000                    | Бангалор, Індія       | Люк Фішер          | Стівен Бенні       | 11:5   |
| 2001                    | Стерлінг, Шотландія   | Рікі Волден        | Шон О'Ніл          | 11:5   |
| 2002                    | Рига, Латвія          | Дін Джуньху        | Девід Джон         | 11:9   |
| 2003                    | Таупо, Нова Зеландія  | Ніл Робертсон      | Лю Сун             | 11:5   |
| 2004                    | Карлоу, Ірландія      | Гері Вілсон        | Кобкіт Паладжин    | 11:5   |
| 2005                    | Манама, Бахрейн       | Лян Вэньбо         | Тянь Пенфей        | 11:8   |
| Чемпіонат не проводився |                       |                    |                    |        |
| 2007                    | Гоа, Індія            | Майкл Георгіу      | Чжан Аньда         | 11:6   |
| Чемпіонат не проводився |                       |                    |                    |        |
| 2009                    | Кіш Айленд, Іран      | Ноппон Саенгхам    | Сохейль Вахеди     | 9:8    |
| 2010                    | Леттеркенні, Ірландія | Сем Крейгі         | Лі Хан             | 9:8    |